# Mercedes-Benz OM 615/OM 616/OM 621

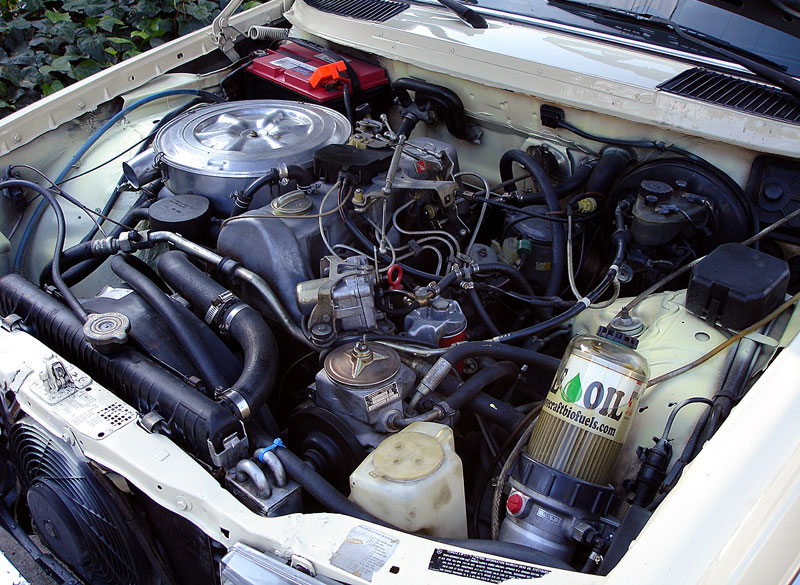
Mercedes-Benz OM616

Двигун OM 621 і його злегка модифіковані наступники OM 615 і OM 616 - це дизельні двигуни з передкамерним уприскуванням і чотирма рядними циліндрами, розроблені і вироблені Daimler-Benz.
Ці двигуни встановлювалися в автомобілі Mercedes-Benz, фургони та Unimog з кінця 1950-х до 1996 року, а після того, як компанія приєдналася до Hanomag-Henschel з 1970 року, у мільйонах одиниць протягом приблизно чотирьох десятиліть. Сотні тисяч цих двигунів і сьогодні їздять дорогами світу.
Попередником OM 621 був OM 636. Наступниками OM 615, OM 616 і OM 617 (який відрізняється від OM 616 лише додатковим циліндром) були повністю нові двигуни OM 601, які були представлені в 190 D в 1983 році, і OM 602 і OM 603 в 124 серії, побудовані з 1985 року.
Абревіатура «OM» розшифровується як «Oel-Motor» (двигун, який працює на дизельному паливі) і все ще відноситься до дизельних двигунів Mercedes-Benz сьогодні.

## Технічні дані та використання

### OM 621

#### Використання
- W 121 190 D (Ponton) 1956–1959,
- W 110 190 D (Heckflosse) 1959–1965,
- W 110 200 D (Heckflosse) 1965–1968,
- Mercedes Unimog,
- Einbaumotoren для
  - Strom-Generatoren,
  - Gabelstapler
  - і Schiffsantriebe.

#### Технічні характеристики
Легкові автомобілі
| Торгова назва               | Тип двигуна | Модель  | Об'єм          | Діаметр × хід поршня | Потужність при (об/хв)   | Крутний момент при (об/хв) | Роки виробництва |
| --------------------------- | ----------- | ------- | -------------- | -------------------- | ------------------------ | -------------------------- | ---------------- |
| 190 D, 190 Db (W 121)       | OM 621 I    | 621.910 | 1,9 l 1897 см³ | 85 × 83,6 мм         | 37 kW (50 к.с.) при 4000 | 108 Нм при 2200            | 1958–1959        |
| 180 Dc (W 120)              | OM 621 IV   | 621.914 | 2,0 l 1988 см³ | 87 × 83,6 мм         | 35 kW (48 к.с.) при 3800 | 108 Нм при 2200            | 1961–1962        |
| 190 Dc/Dc Universal (W 110) | OM 621 III  | 621.912 | 2,0 l 1988 см³ | 87 × 83,6 мм         | 40 kW (55 к.с.) при 4200 | 118 Нм при 2400            | 1961–1965        |
| 200 D/D Universal (W 110)   | OM 621 VIII | 621.918 | 2,0 l 1988 см³ | 87 × 83,6 мм         | 40 kW (55 к.с.) при 4200 | 118 Нм при 2400            | 1965–1968        |

### OM 615/616

#### Використання
- W 115 200 D („Strich-Acht“) 1968–1976,
- W 115 220 D („Strich-Acht“) 1968–1976,
- W 115 240 D („Strich-Acht“) 1972–1976,
- W 123 200 D 1976–1984,
- W 123 220 D 1976–1980,
- W 123 240 D 1976–1984,
- W 460 240 GD 1979–1987,
- Hanomag-Mercedes „Harburger Transporter“ L206D/L306D-Reihe bzw. Hanomag Reihe F20–F36 (до 1977),
- Kleintransporter T 1,
- Kleintransporter T 2,
- MB 100,
- Mercedes-Benz Unimog,
- Einbaumotoren для
  - Strom-Generatoren,
  - Gabelstapler
  - І Schiffsantriebe.

#### Технічні характеристики
Легкові автомобілі
| Торгова назва          | Тип двигуна | Модель  | Об'єм          | Діаметр × хід поршня | Потужність при (об/хв)   | Крутний момент при (об/хв) | Роки виробництва |
| ---------------------- | ----------- | ------- | -------------- | -------------------- | ------------------------ | -------------------------- | ---------------- |
| OM 615                 |             |         |                |                      |                          |                            |                  |
| 200 D/8 (W 115)        | OM 615 D 20 | 615.913 | 2,0 L 1988 см³ | 87 × 83,6 мм         | 40 kW (55 к.с.) при 4200 | 113 Нм при 2400            | 1968–1976        |
| 200 D (W 123)          | OM 615 D 20 | 615.940 | 2,0 L 1988 см³ | 87 × 83,6 мм         | 40 kW (55 к.с.) при 4200 | 113 Нм при 2400            | 1976–1979        |
| 200 D (W 123)          | OM 615 D 20 | 615.940 | 2,0 L 1988 см³ | 87 × 83,6 мм         | 44 kW (60 к.с.) при 4400 | 113 Нм при 2400            | 1979–1985        |
| 220 D/8 (W/F 115)      | OM 615 D 22 | 615.912 | 2,2 L 2197 см³ | 87 × 92,4 мм         | 44 kW (60 к.с.) при 4200 | 126 Нм при 2400            | 1968–1976        |
| 220 D (W 123)          | OM 615 D 22 | 615.941 | 2,2 L 2197 см³ | 87 × 92,4 мм         | 44 kW (60 к.с.) при 4200 | 126 Нм при 2400            | 1976–1979        |
| OM 616                 |             |         |                |                      |                          |                            |                  |
| 240 D/8 (W/F/V/VF 115) | OM 616 D 24 | 616.916 | 2,4 L 2404 см³ | 91 × 92,4 мм         | 48 kW (65 к.с.) при 4200 | 137 Нм при 2400            | 1973–1976        |
| 240 D (W/F/V/VF 123)   | OM 616 D 24 | 616.912 | 2,4 L 2404 см³ | 91 × 92,4 мм         | 48 kW (65 к.с.) при 4200 | 137 Нм при 2400            | 1976–1978        |
| 240 D (W/F/V/VF 123)   | OM 616 D 24 | 616.912 | 2,4 L 2399 см³ | 90,9 × 92,4 мм       | 53 kW (72 к.с.) при 4400 | 137 Нм при 2400            | 1978–1985        |
| 240 GD/GDL (W 460)     | OM 616 D 24 | 616.936 | 2,4 L 2399 см³ | 90,9 × 92,4 мм       | 53 kW (72 к.с.) при 4400 | 137 Нм при 2400            | 1973–1976        |